# Ситенко, Василий Павлович
Василий Павлович Ситенко (1914-1944) — старший сержант Рабоче-Крестьянской Красной Армии, участник Великой Отечественной войны, полный кавалер ордена Славы.

## Биография
Василий Павлович Ситенко родился в 1914 года в селе Иваница (ныне — Недригайловский район Сумской области Украины). После окончания пяти классов школы работал кузнецом в колхозе. В 1939—1940 годах проходил службу в Рабоче-Крестьянской Красной Армии. 3 сентября 1943 года повторно был призван на службу и направлен на фронт Великой Отечественной войны. Участвовал в освобождении Украинской ССР, в том числе битве за Днепр, освобождении Молдавской ССР, Румынии, Венгрии.
5 марта 1944 года в районе села Русаловка Маньковского района (ныне — Черкасская область Украины) Ситенко заменил собой выбывшего из строя командира взвода, поднял подразделение в атаку и захватил вражескую траншею, обеспечив выполнение боевой задачи. В тот день он лично уничтожил 4 солдат противника. За это Ситенко был удостоен ордена Славы 3-й степени.
16-17 апреля 1944 года Ситенко, продолжавший исполнять обязанности командира взвода, участвовал в отражении пяти немецких атак в районе села Боанень Ясского жудеца Румынии. Вверенное ему подразделение уничтожило более 30 немецких солдат и офицеров, удержав занимаемые позиции. 6 июня 1944 года Ситенко был награждён орденом Славы 2-й степени.
23 августа 1944 года при прорыве немецко-румынской обороны в районе села Содомень Ясского жудеца Румынии Ситенко поднял свой взвод в атаку и захватил участок немецкой траншеи, после чего подобрался к вражескому доту, забросал гранатами его амбразуру, а затем со своими товарищами заставил сдаться в плен всех находившихся внутри солдат противника. В том бою он получил ранение, но отказался идти в медсанбат и продолжал сражаться.
24 ноября 1944 года в боях под венгерским городом Мишкольцем Ситенко получил тяжёлое ранение и был эвакуирован в госпиталь, где скончался 9 декабря 1944 года. Похоронен на воинском кладбище в венгерском городе Ньиредьхаза.
Указом Президиума Верховного Совета СССР от 24 марта 1945 года старший сержант Василий Павлович Ситенко посмертно был удостоен ордена Славы 1-й степени.

## Награды
- Орден Отечественной войны 2-й степени (03.07.1944).
- Орден Славы 1-й степени (24.03.1945);
- Орден Славы 2-й степени (06.06.1944);
- Орден Славы 3-й степени (03.04.1944).